# ميليسا فرنسيس
ميليسا فرنسيس (بالإنجليزية: Melissa Francis)‏ هي صحفية وممثلة أمريكية، ولدت في 12 ديسمبر 1972 بلوس أنجلوس في الولايات المتحدة.

## أعمال

### أفلام
- (2010)  المال لا ينام أبدا[4][5]

## وصلات خارجية
- ميليسا فرنسيس على موقع IMDb (الإنجليزية)
- ميليسا فرنسيس على موقع أول موفي (الإنجليزية)
- ميليسا فرنسيس على موقع قاعدة بيانات الفيلم (الإنجليزية)